# Bisinger József
Bisinger József (Győr, 1780. május 24. – Győr, 1843. április 21.) üvegesmester.

## Élete
Apjától tanulta a mesterséget, majd külföldön dolgozott inasként. 1809-ben nyitotta meg saját üzletét Győrben, itt dolgozott iparosként. Művelt ember volt, s nagy megbecsülésre tett szert. A város beválasztotta külső tanácsa tagjának. Élete során támogatta a szegényeket és árvákat. Tekintélyes vagyonnal rendelkezett, amelyről a halálát megelőző napon úgy végrendelkezett, hogy abból egy alapítvány állíttassék fel. Kitért még a győri óvoda támogatására, szegénykórház, árvaház és dologház létesítésére és a győri városháza megnagyobbítására.

## Emlékezete
Carrarai márványból készült életnagyságú szobrát 1900. március 19-én, József napon leplezték le a győri városházán.
Győrben egy park és egy híd viseli a nevét, valamint díjat is neveztek el róla.